# Operation Thunderclap
Operation Thunderclap war der Name einer im August 1944 geplanten britisch-amerikanischen Operation, in der Endphase des Zweiten Weltkriegs durch eine Serie von massiven Luftangriffen auf Berlin einen Vernichtungsschlag zu führen, der den Krieg entscheiden sollte. 

## Der Plan
Zu Grunde lag die Idee allein durch Luftmacht den Krieg zu entscheiden. 2.000 Flugzeuge mit 5.000 t Bomben sollten das Regierungsviertel pulverisieren und das Zentrum Berlins in eine Todeszone verwandeln. Die Angriffe sollten rund 220.000 Opfer fordern, darunter 110.000 Tote und viele wichtige Arbeitskräfte, was die deutsche Moral zerstören sollte, ein solcher „Donnerschlag“ würde sich sofort im ganzen Land herumsprechen und den Krieg mit einem Schlag beenden.  Während der Planung wurde das Vorhaben jedoch als unrealistisch eingestuft und zurückgestellt.
Sydney Bufton, britischer Director for Bomber Operations, sagt über die Absicht von „Thunderclap“ am 15. August 1944:

„Es wird darauf hingewiesen, dass eine spektakuläre und handgreifliche endgültige Lektion für das deutsche Volk über die Folgen einer weltweiten Aggression auch in der Nachkriegsperiode von dauerndem Wert sein würde. Außerdem würde die totale Verwüstung des Zentrums einer so ungeheuer großen Stadt wie Berlin vor aller Welt ein unwiderlegliches Zeugnis für die Macht einer modernen Bomberstreitmacht ablegen. Es wird daran erinnert, dass ein solcher Beweis es wesentlich erleichtern würde, die besetzten Gebiete weitgehend mittels der Luftstreitkräfte zu befrieden. Darüber hinaus würde es unsere russischen Verbündeten und die Neutralen von der Wirksamkeit anglo-amerikanischer Luftmacht überzeugen. Wenn alliierte Truppen in die Lage kämen, Berlin zu besetzen, oder es von neutralen Vertretern besucht wird, würde ihnen ein lange fortbestehendes Denkmal von den Wirkungen vorgeführt werden, die das strategische Bombardement in diesem Krieg hervorgerufen hat und jederzeit wiederholen könnte.“

Eine mit dem sowjetischen Vorrücken abgestimmte Durchführung des Plans wurde Anfang 1945 nochmals in Betracht gezogen, jedoch erneut als undurchführbar abgelehnt. Stattdessen entschied man sich für eine Reihe von Angriffen auf Städte im Bereich der deutschen Ostfront, die Verkehrsknotenpunkte in Richtung Osten bildeten und daher als besonders lohnende Ziele galten. Dazu gehörten Berlin, Dresden, Chemnitz, Nordhausen und Leipzig. Diese Städte wurden in der Folge intensiv bombardiert, um das Hinterland der Frontlinie zu zerstören und den sowjetischen Vormarsch zu unterstützen, worum die Sowjetunion auf der Konferenz von Jalta gebeten hatte. Die Angriffe waren von erheblichem Umfang, aber nicht so massiv wie im Rahmen der Operation Thunderclap ursprünglich vorgesehen.